# Hòa Thạc Công chúa
Hòa Thạc Công chúa (giản thể: 和硕公主, phồn thể: 和碩公主, tiếng Mãn: ᡥᠣᡧᠣ ᡳ ᡤᡠᠩᠵᡠ) là phong hào chính thức của các thứ hoàng nữ nhà Thanh, trong tiếng Mãn, "hòa thạc" có nghĩa là "một phương".

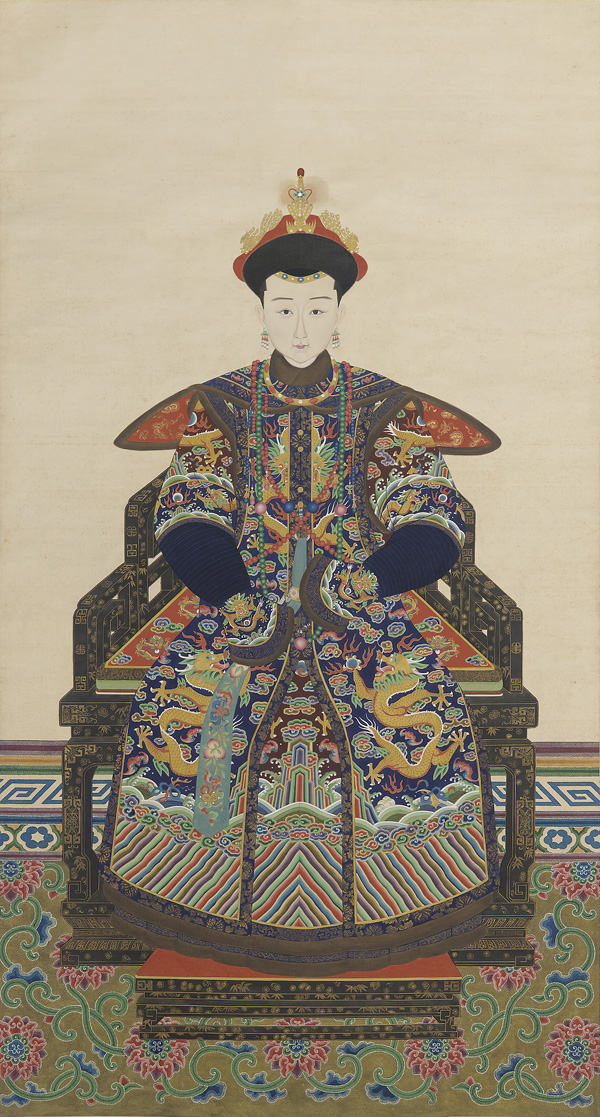
Hòa Thạc Thọ Tang Công chúa - con gái của Đạo Quang Đế.

Dưới thời Hậu Kim của Nỗ Nhĩ Cáp Xích, các hoàng nữ và con gái tôn thất không có phong hào chính thức, đều được gọi chung là cách cách. Sau khi Hoàng Thái Cực kế vị, ông phỏng theo chế độ quý tộc nhà Minh, hoàng nữ cùng con gái tôn thất bắt đầu chính thức được sắc phong là "công chúa", nhưng chế độ không hoàn thiện, không phải tất cả hoàng nữ đều có sắc phong chính thức. Như con gái thứ 12 của Hoàng Thái Cực chỉ là hương quân, chưa được phong công chúa. Đến thời Thuận Trị, chế độ sắc phong công chúa mới hoàn thiện, hoàng nữ do hoàng hậu sinh ra được phong làm "Cố Luân công chúa", hoàng nữ do phi tần sinh ra được phong làm "Hòa Thạc công chúa", con gái của thân vương gọi là "Hòa Thạc Cách cách" (quận chúa), con gái của quận vương gọi là "Đa La Cách cách" (huyện chúa).

## Các vị Hòa Thạc Công chúa
- Thanh Thái Tổ
  - Hoà Thạc Công chúa Nhan Triết (和碩公主颜哲), mẹ là Trắc phi Y Nhĩ Căn Giác La thị.
  - Hòa Thạc Công chúa Mục Khố Thập (和碩公主穆库什), mẹ là Thứ phi Gia Mục Hô Giác La thị.
  - Hòa Thạc Công chúa (和碩公主), mẹ là Thứ phi Gia Mục Hô Giác La thị.
  - Hòa Thạc Công chúa (和碩公主), mẹ là Thứ phi Gia Mục Hô Giác La thị.
  - Hòa Thạc Công chúa Tùng Cổ Đồ (和碩公主松古图), mẹ là Trắc phi Diệp Hách Na lạp thị.
  - Hòa Thạc Đoan Thuận Công chúa (和硕端顺公主), con nuôi, cha là Trang Thân vương Thư Nhĩ Cáp Tề, mẹ là Tứ thú Phúc tấn Qua Nhĩ Giai thị.
  - Hòa Thạc Công chúa Truân Triết (和碩公主肫哲), con nuôi, cha là Khác Hi Bối lặc Đồ Luân, mẹ là Đích phu nhân Vương Giai thị.
- Thanh Thái Tông
  - Hòa Thạc Khác Thuần Trưởng Công chúa (和碩恪純長公主), mẹ là Thứ phi Cơ Lũy thị.
- Thanh Thế Tổ
  - Hòa Thạc Cung Khác Trưởng Công chúa (和碩恭愨公主), mẹ là Thứ phi Dương thị.
  - Hòa Thạc Hoà Thuận Công chúa (和硕和顺公主), con nuôi, cha là Dụ Thân vương Thạc Tắc, mẹ là Đích Phúc tấn Nạp Lạt thị.
  - Hòa Thạc Nhu Gia Công chúa (和硕柔嘉公主), con nuôi, cha là An Hòa Thân vương Nhạc Lạc, mẹ là Kế Phúc tấn Nạp Lạt thị.
- Thanh Thánh Tổ
  - Hòa Thạc Đoan Tĩnh Công chúa (和硕端静公主), mẹ là Quý nhân Triệu Giai thị.
  - Hòa Thạc Ôn Khác Công chúa (和硕温恪公主), mẹ là Kính Mẫn Hoàng quý phi.
  - Hòa Thạc Khác Tĩnh Công chúa (和硕悫靖公主), mẹ là Quý nhân Viên thị.
  - Hòa Thạc Đôn Khác Công chúa (和硕敦恪公主), mẹ là Kính Mẫn Hoàng quý phi.
- Thanh Thế Tông
  - Hòa Thạc Hoài Khác Công chúa (和碩懷恪公主), mẹ là Tề phi Lý thị
  - Hòa Thạc Thục Thận Công chúa (和碩淑慎公主), con nuôi, cha là Lý Mật Thân vương Dận Nhưng, mẹ là Trắc Phúc tấn Đường Giai thị.
  - Hòa Thạc Đoan Nhu Công chúa (和碩端柔公主), con nuôi, cha là Trang Khác Thân vương Dận Lộc, mẹ là Đích Phúc tấn Quách Lạc La thị.
  - Hòa Thạc Hòa Huệ Công chúa (和碩和惠公主), con nuôi, cha là Di Hiền Thân vương Dận Tường, mẹ là Đích Phúc tấn Triệu Giai thị.
- Thanh Cao Tông
  - Hòa Thạc Hòa Gia Công chúa (和硕和嘉公主), mẹ là Thuần Huệ Hoàng quý phi.
  - Hòa Thạc Hòa Khác Công chúa (和硕和恪公主), mẹ là Hiếu Nghi Thuần Hoàng hậu.
  - Hòa Thạc Hòa Uyển Công chúa (和硕和婉公主), con nuôi, cha là Hòa Cung Thân vương Hoằng Trú, mẹ là Đích Phúc tấn Ô Trát Khố thị.
- Thanh Nhân Tông
  - Hòa Thạc Trang Kính Công chúa (和硕莊敬公主), mẹ là Hoà Dụ Hoàng quý phi.
  - Hòa Thạc Tuệ An Công chúa (和硕慧安公主), mẹ là Tốn tần Thẩm Giai thị.
- Thanh Tuyên Tông
(Từ năm 1844, Đạo Quang Đế quy định rằng về sau khi xưng hô Công chúa, phong hiệu viết ở đằng trước, "Cố Luân" viết ở sau và chỉ ngay trước hai chữ Công chúa)
  - Thọ Tang Hòa Thạc Công chúa (壽臧和碩公主), mẹ là Tường phi Nữu Hỗ Lộc thị.
  - Thọ Hi Hòa Thạc Công chúa (壽禧和碩公主), mẹ là Đồng Quý phi Thư Mục Lộc thị.